# Molly Malone
Violet Isabel Malone (n. 7 decembrie 1888, Wisconsin, SUA – d. 14 februarie 1952, Los Angeles, California, SUA), cunoscută sub numele de scenă Molly Malone, a fost o actriță americană din perioada filmului mut. Între 1916 și 1929, acesta a apărut în peste 80 de filme.

## Biografie
Născută în Wisconsin pe 7 decembrie 1888, tatăl său, Lewis Malone, a fost metalurgist pentru companiile miniere, iar mama a fost Violet St. John, născută în Nebraska din imigranți englezi.
Și-a început cariera cinematografică la vârsta de 17 ani și a intrat repede în atenția actorului de comedie Roscoe „Fatty” Arbuckle; acesta i-a oferit roluri în mai multe producții, inclusiv în Back Stage⁠(d) (1919), The Garage⁠(d) (1920) și The Round-Up⁠(d) (1920). De asemenea, a apărut în filme regizate de John Ford și Clarence Badger⁠(d). Ultimul său film a fost comedia The Newlyweds' Pest din 1929.
A fost căsătorită cu William Crothers, director de casting al unui studio de film. A murit în Los Angeles pe 14 februarie 1952.

## Filmografie parțială
- Mountain Blood (1916)
- Bucking Broadway (1917)
- A Marked Man (1917)
- Straight Shooting (1917)
- The Car of Chance (1917)
- The Phantom's Secret (1917)
- The Pulse of Life (1917)
- The Soul Herder (1917)
- The Rescue (1917)
- The Lure of the Circus (1918)
- A Woman's Fool (1918)
- Hell Bent (1918)
- The Scarlet Drop (1918)
- Thieves' Gold (1918)
- Wild Women (1918)
- The Phantom Riders (1918)
- The Hayseed (1919)
- Back Stage (1919)
- A Desert Hero (1919)
- The Spite Bride (1919)
- The Bank Clerk (1919)
- Sally's Blighted Career (1919)
- The Garage (1920)
- Stop Thief! (1920)
- The Round-Up (1920)
- Bucking the Line (1921)
- Made in Heaven (1921)
- Sure Fire (1921)
- An Unwilling Hero (1921)
- Red Courage (1921)
- Not Guilty (1921)
- The Old Nest (1921) as Molly McLeod
- Blaze Away (1922)
- Across the Dead-Line (1922)
- The Freshie (1922)
- The Trail of Hate (1922)
- Little Johnny Jones (1923)
- Westbound (1924)
- Battling Bunyan (1924)
- The Knockout Kid (1925)
- The Man from Oklahoma (1926)
- The Bandit Buster (1926)
- Rawhide (1926)
- Bad Man's Bluff (1926)
- The Golden Stallion (1927)
- Daring Deeds (1927)